# Vorszkla menti csata
A Vorszkla menti csata (lengyelül Bitwa nad Worsklą, oroszul Битва на Ворскле, litvánul Vorsklos mūšis, ukránul Битва на Ворсклі, fehéroroszul Бітва на Ворскле) Toktamis elűzött tatár kán és támogatója, Nagy Vitold litván nagyfejedelem, valamint a Timur Lenk Toktamis feletti győzelme után hatalomra került Timur Kutlug (1395–1400) között lezajlott csata a Dnyeper egyik mellékfolyója, a Vorszkla mellett, 1399. augusztus 12-én, amely az Arany Horda győzelmével ért véget. A vereség hatására Vitoldnak le kellett tenni Toktamis támogatásáról és keleti terjeszkedési terveiről.

## Előzmények
Belső-Ázsiában hatalmi harc bontakozott ki Timur Lenk (Sánta Timur vagy Tamerlan), a szamarkandi emír és Toktamis, az Arany Horda kánja (1377–1395) között, amelyből előbbi fél került ki győztesen. Timur és Toktamis kezdetben szövetségesek voltak, mivel Toktamis Timur segítségével került hatalomra. Azonban az 1390-es években kétszer is megtámadta Timur Lenket, aki az első árulását még megbocsátotta, de a második után Toktamisnak menekülnie kellett. Nyugatnak, Litvániába menekült, Nagy Vitoldhoz, akinek segítségét kérte Timur Kutlug ellen, aki időközben átvette a hatalmat az Arany Horda felett. A litvánoknak megígérte, hogy a katonai támogatásért cserébe néhány orosz területet elcsatolhatnak az Arany Horda birodalmából.
 Toktamis nem először fordult segítségért ide. 1393-ban már kérte Lengyelországot és Litvániát, hogy támadják meg Timur Lenket.

## Előkészületek
Vitold az expedícióhoz szintén igénybe vett külföldi segítséget. Támogatást kért a Német Lovagrendtől (mellyel ez idő tájt igencsak jó viszonyban volt a lengyelek rovására), rokonától, II. Ulászló lengyel királytól, a moldvai és havasalföldi vajdától, valamint csatába szólította tatár és orosz (fehérorosz, orosz, ukrán) hűbéreseit. A vele vazallusi viszonyban álló I. Vaszilij moszkvai nagyfejedelem és néhány tatár fejedelem viszont nem küldött csapatokat.

Vitoldnak az előző években már voltak más hadjáratai is a tatár területekre. 1397 és 1399 között a krími tatárok ellen hadakozott, s ekkor részben foglyokból, részben önkéntesekből álló tatár csoportokat telepített le Litvánia és Fehéroroszország vidékein, akiket ezentúl lipekeknek neveztek, s ezek is részt vettek az Arany Horda elleni háborúban.
Vitold IX. Bonifác pápa áldását is kérte a hadjárathoz, amelyet a pogány tatárok elleni keresztes hadjáratnak szánt. A pápa az áldást megadta és azt 1399 májusában kinyilatkoztatta. Politikailag fontos szerepe volt ennek, mert Litvánia csak 1387-ben vette fel a nyugati rítusú kereszténységet, és egy ilyen hadjárattal a presztízsét növelhette Vitold.

## A csata
Az egyesült litván, román, lengyel, német, tatár, orosz, ukrán és fehérorosz csapatok augusztus 5-én hatoltak be Oroszországba a Vorszkla mentén. A haderő állítólag 40 ezer embert számlált, a tatároké 50 ezret (nem tekinthető pontos számadatnak), azonkívül tüzérségi fegyverekkel és harci szekerekkel is el volt látva, ami miatt az Arany Horda serege nem mert ütközetbe bocsátkozni Vitolddal, bár ez a mai források szerint elég valószínűtlen, mert a tíz évvel későbbi grünwaldi csatában sem használhattak tűzfegyvereket a lengyelek és litvánok, sem a német lovagok.
Amikor a két haderő összetalálkozott, Timur, hogy húzza az időt, három nap tűzszünetet kért, és tárgyalásokat folytatott Vitolddal a lehetséges meghódolásról. Valójában Edigü további erősítésekkel igyekezett Timur segítségére.
Vitold terve az volt, hogy szekérvár mögül felőrli a tatárokat. Mellesleg ez a harcmodor Csehországban, német területeken és Havasalföldön is elterjedt volt. Kelet-Európában kifejezetten a lovas nomád tatárok ellen használták. A havasalföldieknek eredményesen működő gyalogságuk volt, ezért Vitold rájuk is számított.
A tárgyalások eredménytelenül zárultak, sőt Vitold állítólag felbőszült Timur azon kijelentésén, hogy hatalmat követel magának Litvániában. A csata kezdetén Timur színlelt támadást intézett a szekérvár ellen, majd hirtelen visszavonult. Erre a litvánok utánuk eredtek. Amikor már elég távol került a szekérvártól, a beérkező Fehér Horda egységei Vitold csapatainak hátába kerültek, és bekerítették őket.
Vitold vereségét látva Toktamis sebtiben elmenekült a csatából, míg a litván lovassággal a tatárok nyílzápora végzett. Toktamis kivonulása miatt a szekérvárban is zavar támadt. Ezt kihasználva a tatárok nekivették magukat, és nyomukban szerteszét menekültek az oroszok, havasalföldiek, lengyelek és németek katonái.

## A veszteségek
Vitoldnak nagy nehézségek árán sikerült elmenekülnie a csatából, ahol ő és szövetségesei a lengyel források szerint 15-20 ezer embert vesztettek. Két unokatestvére, Demeter és András (Algirdas litván nagyfejedelem unokái), valamint a háborúban részt vevő I. István moldvai vajda és két testvére is holtan maradt a csatatéren, velük együtt a Német Lovagrend 11 tagja és vezérük, Hanus lovag, valamint társa, Tamás. A Vitold mellett harcoló 50 szláv hercegből 20 lelte még halálát a harcban. A tatárok úgy 5-6 ezer halottal számolhattak.
A tatárok a győzelem után nyomban betörtek litván területre és egészen Kijevig dúlták az országot. A Toktamis elleni harcokban még két alkalommal (1407-ben és 1408-ban) vezettek hadjáratot Vitold földjeire, mivel Toktamis sok esetben ukrán területen keresett menedéket.

## A következmények
Vitold Vorszkla melletti veresége miatt elszállt annak a lehetősége egyebek közt, hogy a Krími Kánságot uralma alá hajtva kijáratot szerez a Fekete-tengerre, de szerencséje is volt egyúttal, mert az Arany Horda megtehette volna, hogy Ukrajnát és Moldvát az uralma alá vonja, de nem tették meg, mivel Timur fontosabbnak tartotta a Toktamis elleni harcot, mint a litván fejedelem megtörését.

A vereség után Litvániában belpolitikai bonyodalmak keletkeztek, mert Vitold Moszkva ellen akart hadjáratot indítani, amiért az nem támogatta őt, de ebbe Novgorod és Pszkov (ahol szintén Vitold rokonai ültek) nem ment bele.
Vitold ráadásul eddigi szövetségesével, a Német Lovagrenddel is szembekerült, ami arra késztette, hogy feladja korábbi politikáját és ne harcoljon unokatestvére, a lengyel király ellen. A 15. század elején Litvánia és Lengyelország viszonya stabilizálódott, s végül egyesült erővel léphettek fel a Német Lovagrend ellen.

## Külső hivatkozások
- Középkori egyetemes történelem. A népvándorlás Európában. [2013. január 7-i dátummal az eredetiből archiválva].
- Turkish States in History (angolul)